# Colocasia
Colocasia es un género de más de 25 especies de angiospermas de la familia Araceae. Es originario de las regiones tropicales y subtropicales de Asia.

## Descripción
Son plantas perennes herbáceas que poseen un gran rizoma sobre o ligeramente bajo la superficie. El tamaño de sus hojas es de entre 20 a 150 cm de largo, con forma de punta de flecha. Debido a su forma y a su tamaño suelen ser conocidas como oreja de elefante.

## Taxonomía
El género fue descrito por Schott in H.W.Schott & Endl. y publicado en Meletemata Botanica 18. 1832.  La especie tipo es: Colocasia antiquorum Schott. 

## Especies
- Colocasia affinis
- Colocasia bicolor
- Colocasia coryli
- Colocasia esculenta
- Colocasia fontanesii
- Colocasia gigantea
- Colocasia lihengiae
- Colocasia menglaensis

## Cultivo y usos

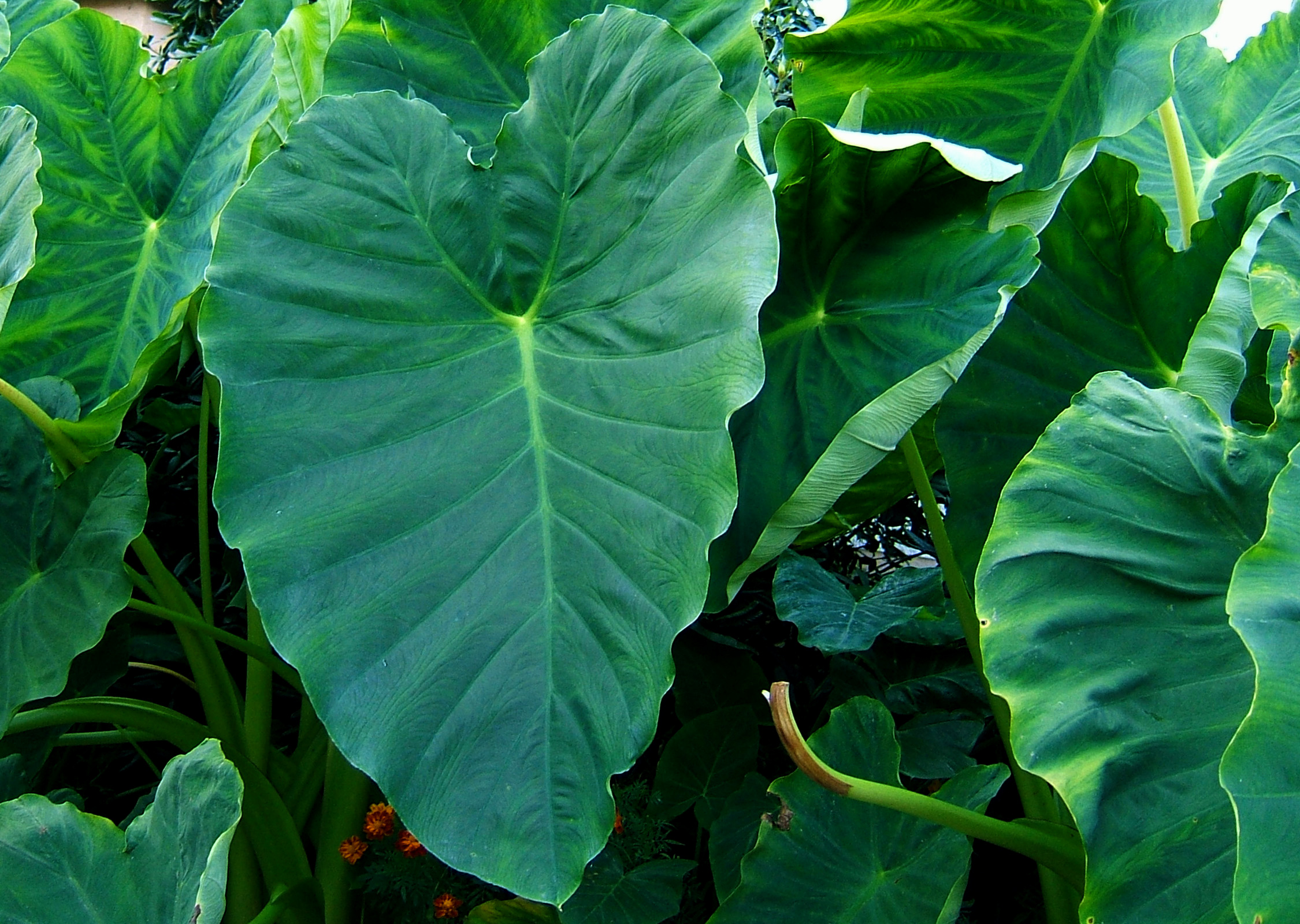
Colocasia esculenta

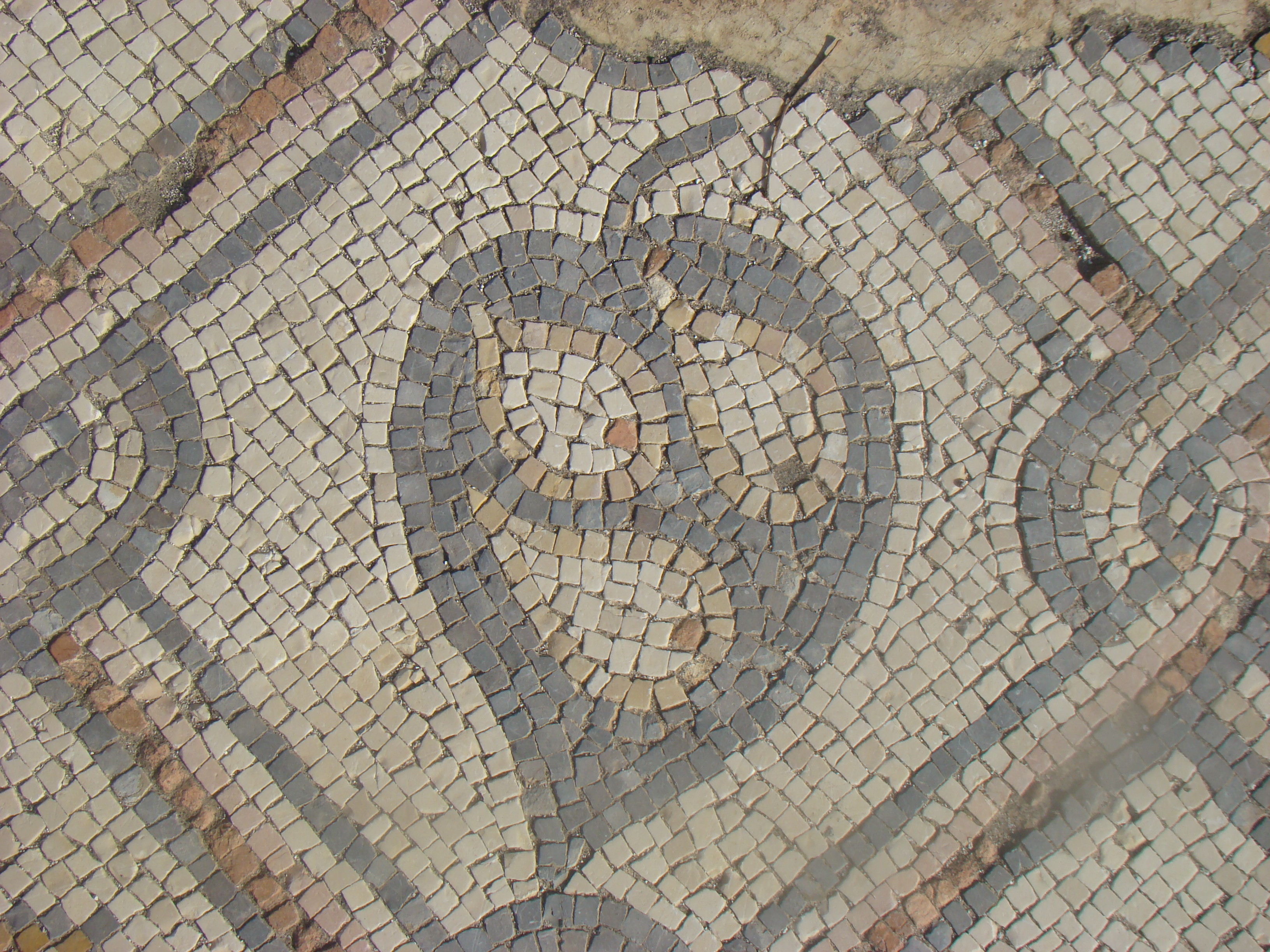
Un diseño con hojas de Colocasia en los mosaicos de la iglesia Kursi.

Esta especie junto con otros miembros del mismo género son cultivados por sus tubérculos comestibles, un alimento típico rico en almidón en varios lugares del trópico donde se comen como patatas.
En Karnataka (India), se utiliza para preparar patrode, una comida típica. Crece durante todo el año en zonas tropicales y subtropicales. En las regiones templadas, se utiliza como ornamental, siendo plantada en exteriores, en el suelo o en grandes macetas, durante el verano y desenterrada y almacenada durante el invierno. Prácticamente, puede crecer en zonas con cualquier temperatura, siempre y cuando el verano sea cálido. 
El tubérculo suele plantarse cerca de la superficie. Una vez plantado, los primeros indicios de crecimiento aparecen entre la primera y la tercera semana. Cuando es adulta, necesita como mínimo un 1 m para poder desarrollarse adecuadamente haciéndolo mejor en suelos ricos en compost y a la sombra, aunque crecerá perfectamente en suelos que retengan la humedad. Estas plantas no deberían estar en suelos secos durante mucho tiempo ya que, si sucede, sus hojas se marchitarán. Regándola puede conseguirse recuperarla, siempre y cuando la misma no esté ya demasiado seca. Si se fertiliza periódicamente (cada 3 o 4 semanas) con cualquier fertilizante común crecerá mucho más.
La mejor temperatura para su crecimiento ronda entre los 20 °C y los 30 °C. Puede dañarse si se mantiene varios días en temperaturas inferiores a los 10 °C. Cuando es cultivada en zonas con inviernos muy fríos, el tubérculo debe ser desenterrado y almacenado durante los meses más fríos en un lugar protegido de la helada y con una buena ventilación para reducir el riesgo de enfermedades de hongos. La replantación se realiza en primavera, una vez ha pasado la helada.

## En arte
En Israel, Colocasia ha estado en uso desde la época del Imperio Bizantino. Las hojas se muestran en mosaicos de Israel como una plataforma, como un plato o tazón, para servir fruta para comer. Por ejemplo en el mosaico de la iglesia Kursi.